# NGC 2856
NGC 2856 is een spiraalvormig sterrenstelsel in het sterrenbeeld Grote Beer. Het hemelobject werd op 9 maart 1788 ontdekt door de Duits-Britse astronoom William Herschel.

## Synoniemen
- UGC 4997
- IRAS 09208+4927
- MCG 8-17-93
- Arp 285
- ZWG 238.47
- KUG 0920+494B
- PGC 26648